# 甘洛站
甘洛站（彝語北部方言：/ga lo zhap）是一个成昆线上的铁路车站，位于四川省甘洛县新市坝镇，目前为四等站，邮政编码为616850。目前客运：办理旅客乘降；行李、包裹托运；货运办理整车货物发到，同时也是西南货运快运列车装卸作业站之一，车站客货源除本县外还辐射至雅安市石棉县。
车站建于1966年，施工期间曾发生过滑坡事故。1989年7月26日车站曾发生过泥石流灾害。目前车站每日发送旅客200余人、到达300余人。2017年车站曾对货场进行扩建工程，于2018年初完工。2018年5月又对信号设备进行了改造。

## 车站结构
甘洛站站房位于线路南侧，外立面呈红色，内设有候车室、自助售票处等设施。车站站房由于地势关系距离站台60米，高差16米，两者间设有98级台阶连接。这种线侧下式站房在实际运营中造成站台和站房间联系不便以及增加旅客及搬运工的负担:31。
甘洛站设有4条股道，包括1条正线和3条到发线。站场设有1座基本站台和1座中间站台，其中1站台长410米、宽4.35米，设有一座雨棚；2站台长400米、宽4米。车站上下行咽喉均为隧道。车站货场位于站场昆明端，设有1条装卸线和一条军专线，主要到发品为金属矿石、钢铁、非金属矿石和磷矿石。2017年车站对货场进行扩建工程，在既有货场的货物装卸线和牵出线向昆明方向延长。车站附近还设有变电所和接触网工区各一座。
| 4道     | 成昆铁路货车     |
| 3道     | 成昆铁路列车     |
| 2号站台 |                  |
| Ⅱ道     | 成昆铁路 正线    |
| 1道     | 成昆铁路旅客列车 |
| 1号站台 |                  |

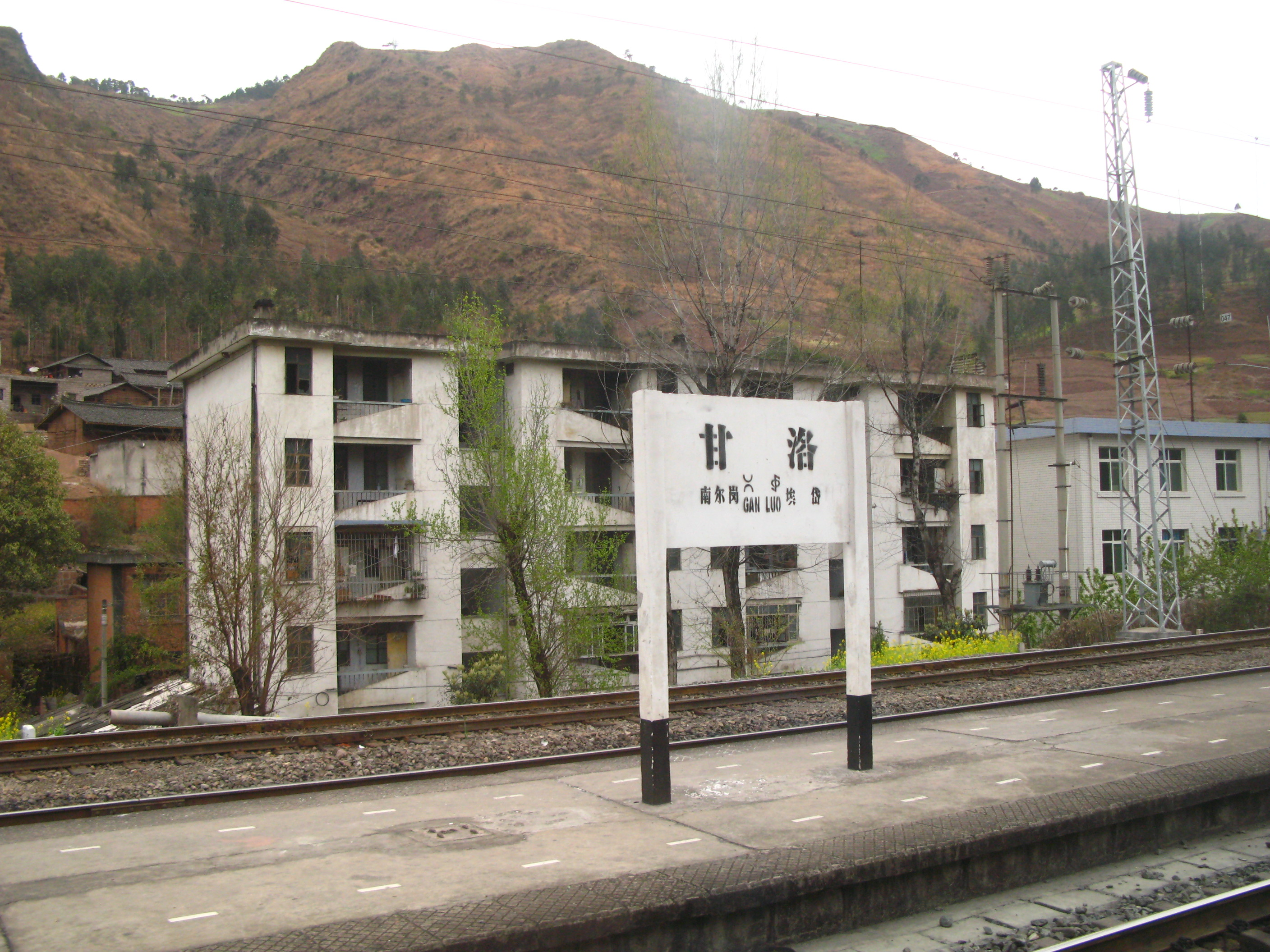
站名牌（2011年）
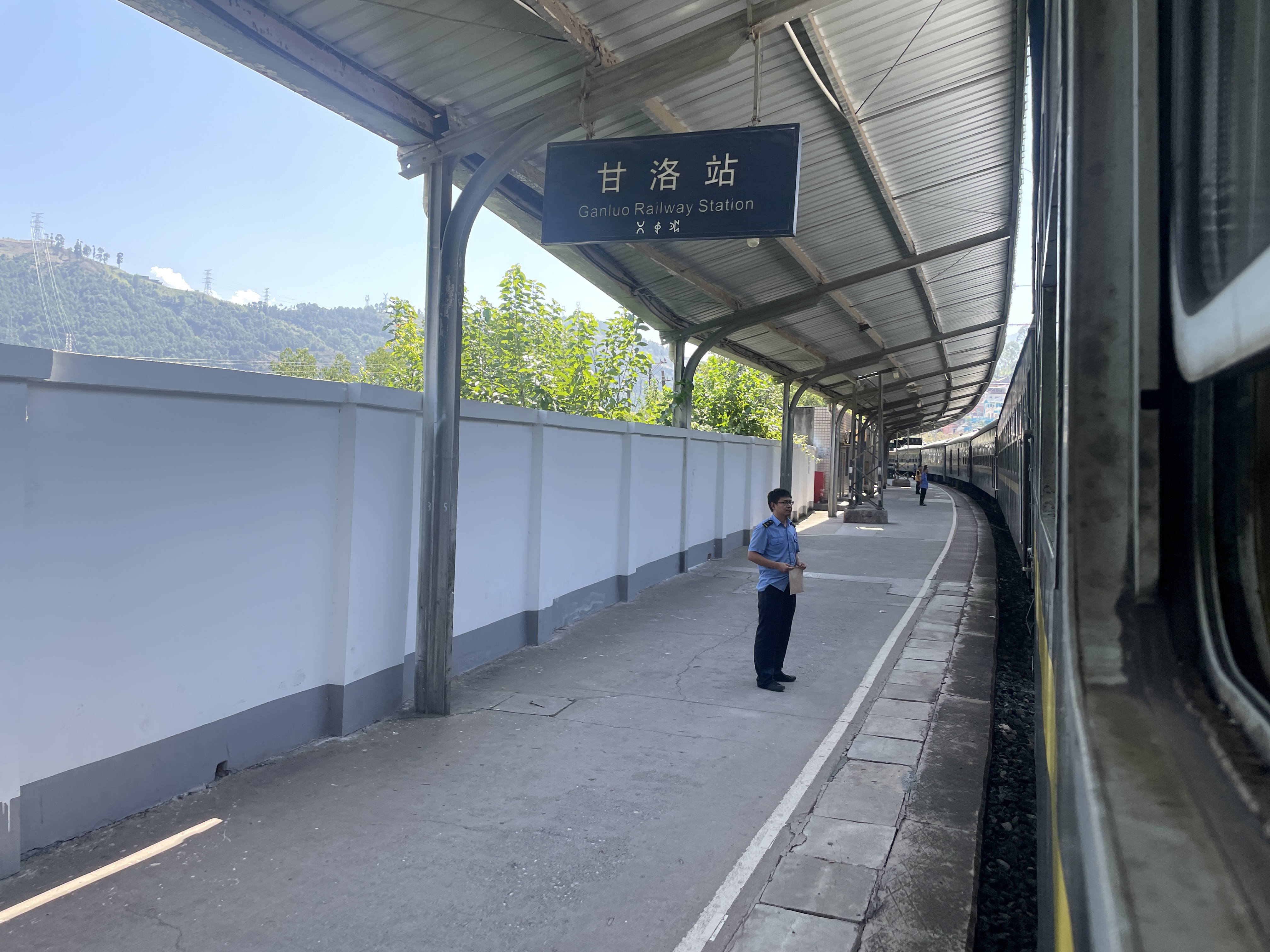
车站站台
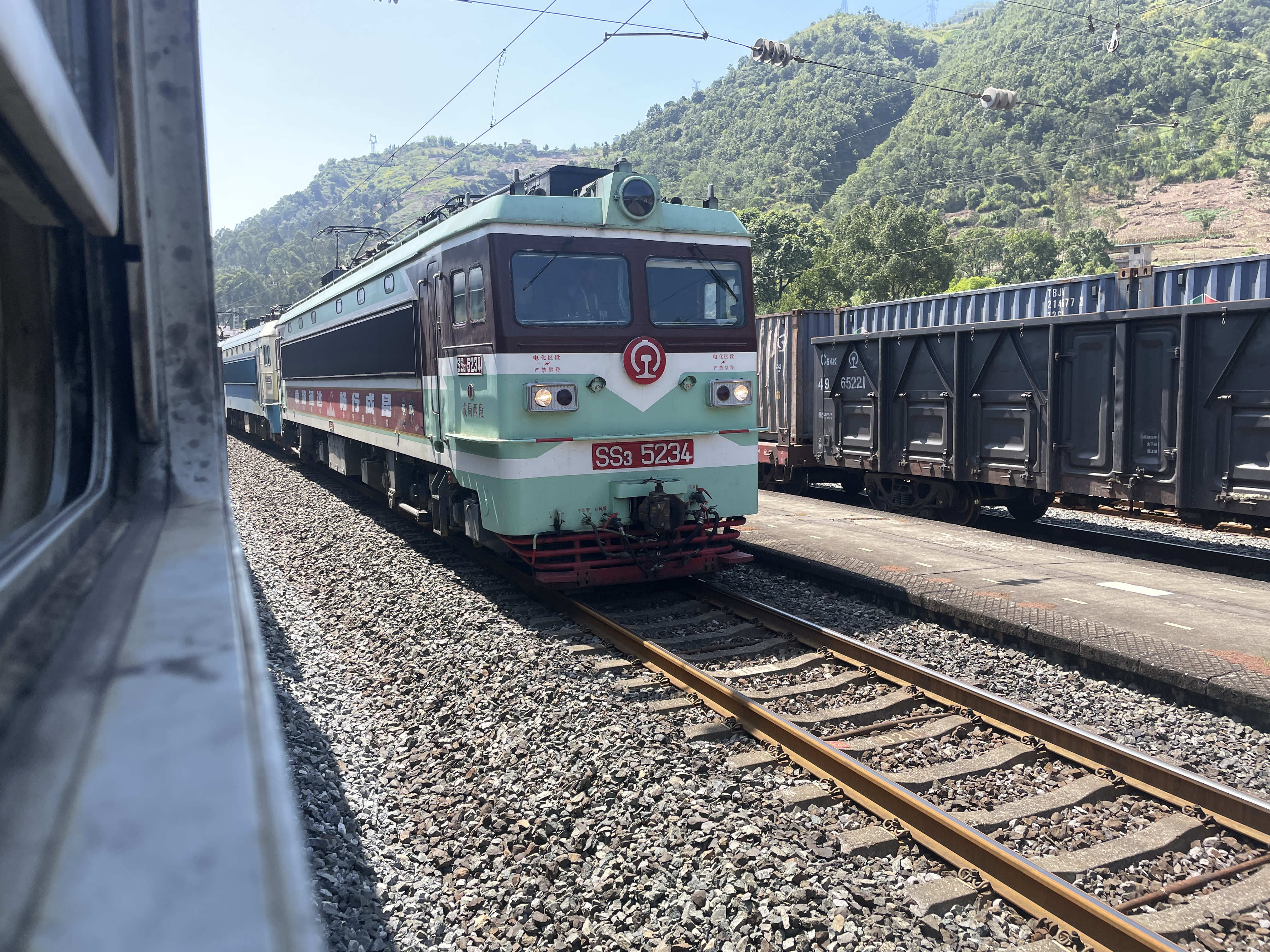
韶山3型電力機車牵引货列
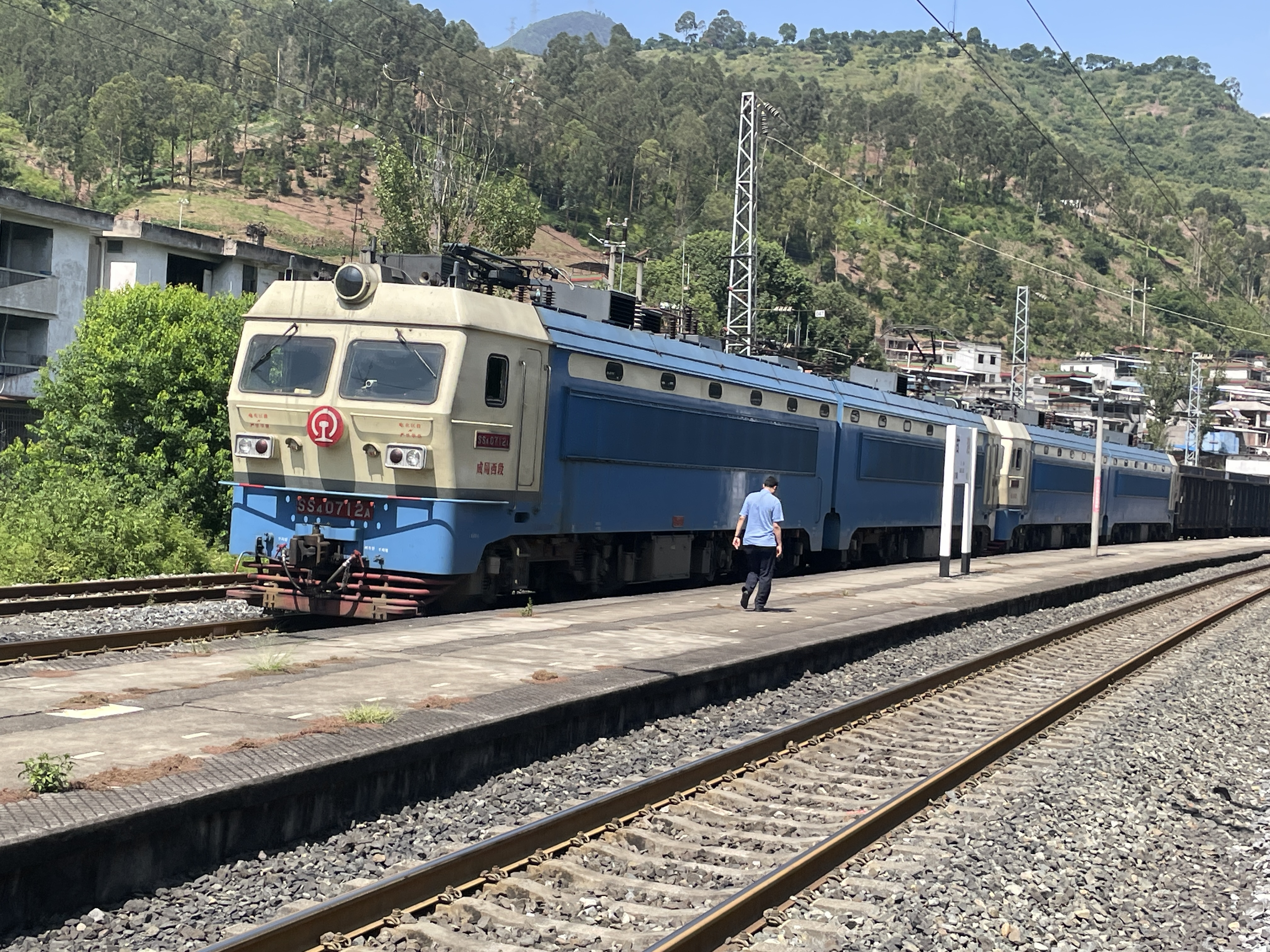
韶山4型電力機車牵引货列
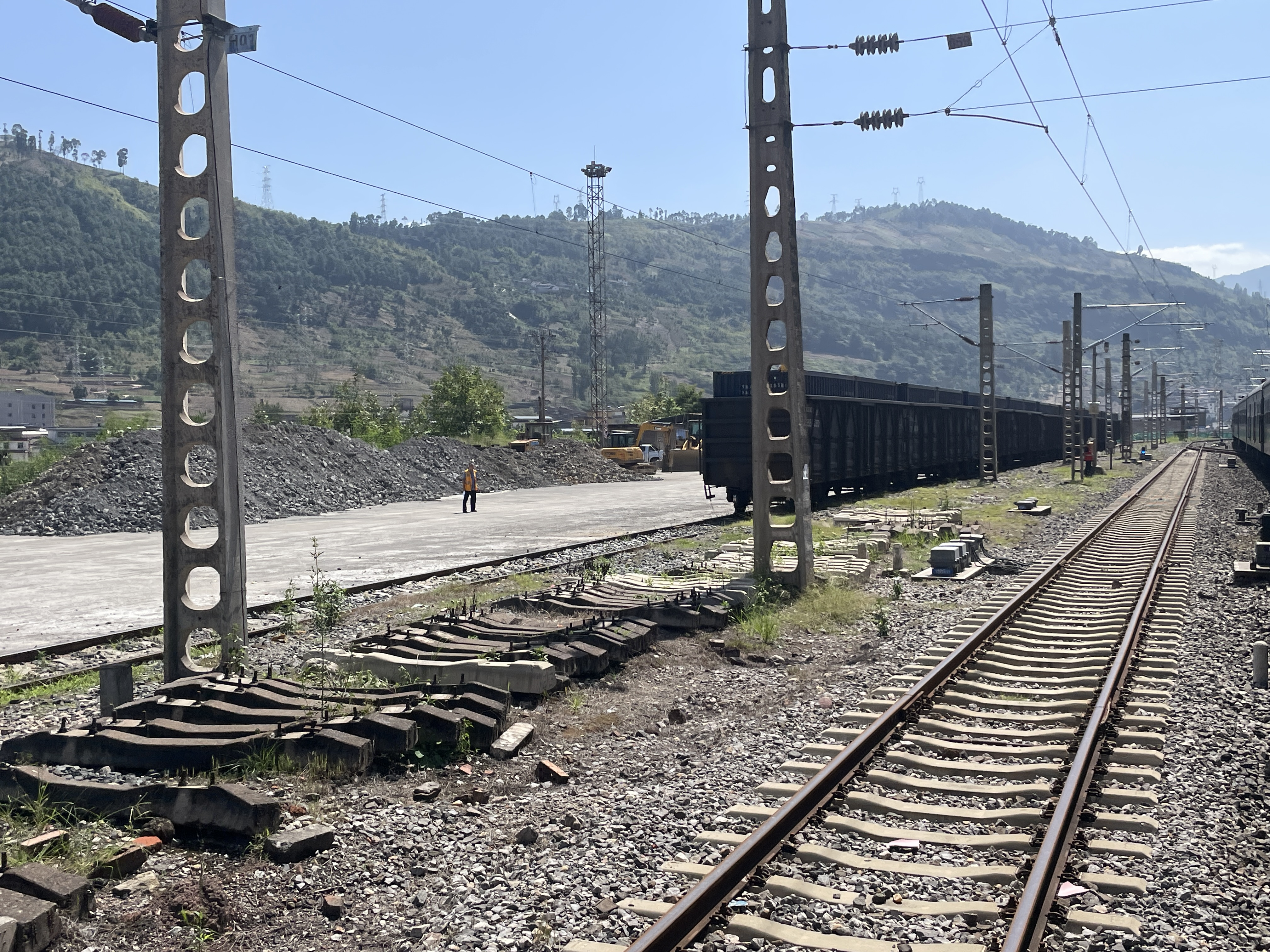
车站货场